# Giải bóng đá bãi biển vô địch quốc gia 2015
Giải bóng đá bãi biển vô địch quốc gia 2015 (với tên gọi chính thức: Giải bóng đá bãi biển Quốc gia 2015) là giải bóng đá bãi biển được tổ chức lần thứ bảy tại Việt Nam do VFF tổ chức từ ngày 29 tháng 6 đến ngày 5 tháng 7 năm 2015. Tất cả trận đấu được tổ chức tại Bãi biển Công viên Biển Đông thuộc Thành phố Đà Nẵng.

## Các đội bóng
Có 4 đội bóng tham dự giải:
| Các đội bóng tham dự giải 2015: |
| ------------------------------- |
| Hy Nô Đà Nẵng (Chủ nhà)         |
| Khánh Hòa                       |
| Sài Gòn Nhân Tín                |
| Thuận An Thừa Thiên Huế         |

- Bốn đội thi đấu vòng tròn hai lượt tính điểm, xếp hạng.
- Tất cả các trận đấu của giải nếu sau thời gian thi đấu chính thức (3 hiệp x 12 phút/hiệp = 36 phút) có tỉ số hoà sẽ thi đá luân lưu 9m để xác định đội thắng.

Cách tính điểm xếp hạng:
-	Đội thắng trong 3 hiệp chính thức: 3 điểm;
-	Đội thắng luân lưu: 1  điểm;
-	Đội thua: 0  điểm.
Tính tổng số điểm của các Đội đạt được để xếp thứ hạng từ 1 đến 3.
Nếu có từ hai Đội trở lên bằng điểm nhau, thứ hạng các Đội sẽ được xác định như sau: trước hết sẽ tính kết quả của các trận đấu giữa các Đội đó với nhau theo thứ tự:
- Tổng số điểm.
- Hiệu số của tổng số bàn thắng trừ tổng số bàn thua.
- Tổng số bàn thắng.
Đội nào có chỉ số cao hơn sẽ xếp trên.
Trường hợp các chỉ số trên bằng nhau, Ban tổ chức sẽ tiếp tục xét các chỉ số của tất cả các trận đấu trong giải theo thứ tự:
- Hiệu số của tổng số bàn thắng trừ tổng số bàn thua.
- Tổng số bàn thắng.
Đội nào có chỉ số cao hơn sẽ xếp trên.
Nếu các chỉ số vẫn bằng nhau, Ban tổ chức sẽ tổ chức bốc thăm để xác định thứ hạng của các Đội.

## Lịch thi đấu và kết quả thi đấu
| Ngày                | Vòng đấu | Giờ   | Đội 1            | Hiệp chính | Luân lưu | Đội 2            |
| 29 tháng 6 năm 2015 | Vòng 1   | 14h15 | Khánh Hòa        | 2-1        |          | Thừa Thiên Huế   |
| 29 tháng 6 năm 2015 | Vòng 1   | 16h00 | Hy No Đà Nẵng    | 4-2        |          | Sài Gòn Nhân Tín |
| 30 tháng 6 năm 2015 | Vòng 2   | 15h00 | Thừa Thiên Huế   | 7-3        |          | Sài Gòn Nhân Tín |
| 30 tháng 6 năm 2015 | Vòng 2   | 16h00 | Khánh Hòa        | 3-1        |          | Hy No Đà Nẵng    |
| 1 tháng 7 năm 2015  | Vòng 3   | 15h00 | Sài Gòn Nhân Tín | 2-3        |          | Khánh Hòa        |
| 1 tháng 7 năm 2015  | Vòng 3   | 16h00 | Hy No Đà Nẵng    | 0-5        |          | Thừa Thiên Huế   |
| 3 tháng 7 năm 2015  | Vòng 4   | 15h00 | Thừa Thiên Huế   | 5-2        |          | Khánh Hòa        |
| 3 tháng 7 năm 2015  | Vòng 4   | 16h00 | Sài Gòn Nhân Tín | 2-3        |          | Hy No Đà Nẵng    |
| 4 tháng 6 năm 2015  | Vòng 5   | 15h00 | Sài Gòn Nhân Tín | 6-4        |          | Thừa Thiên Huế   |
| 4 tháng 6 năm 2015  | Vòng 5   | 16h00 | Hy No Đà Nẵng    | 8-6        |          | Khánh Hòa        |
| 5 tháng 6 năm 2015  | Vòng 6   | 15h00 | Khánh Hòa        | 9-1        |          | Sài Gòn Nhân Tín |
| 5 tháng 6 năm 2015  | Vòng 6   | 16h00 | Thừa Thiên Huế   | 7-2        |          | Hy No Đà Nẵng    |

## Bảng xếp hạng
| Thứ hạng | Đội bóng                | Trận | Thắng | Thắng luân lưu | Hòa | Thua | Hiệu số | Điểm |
| 1        | Thuận An Thừa Thiên Huế | 6    | 4     | 0              | 0   | 2    | 29/15   | 12   |
| 2        | Khánh Hòa               | 6    | 4     | 0              | 0   | 2    | 25/19   | 12   |
| 3        | Hino Đà Nẵng            | 6    | 3     | 0              | 0   | 3    | 18/25   | 9    |
| 4        | Sài Gòn Nhân Tín        | 6    | 1     | 0              | 0   | 5    | 16/30   | 3    |

## Tổng kết mùa giải
- Đội vô địch: Thuận An Thừa Thiên Huế
- Đội thứ Nhì: Khánh Hòa
- Đội thứ Ba: Hino Đà Nẵng
- Giải phong cách: Hino Đà Nẵng
- Cầu thủ xuất sắc nhất giải: Trần Vĩnh Phong (11 - Thuận An Thừa Thiên Huế)
- Thủ môn xuất sắc nhất giải: Trần Công Thành (1 - Hino Đà Nẵng)
- Cầu thủ ghi nhiều bàn thắng nhất giải: Trần Hữu Phúc (10 - Khánh Hòa) - 10 bàn